# Lavancia-Épercy
Lavancia-Épercy és un municipi francès situat al departament del Jura i a la regió de Borgonya - Franc Comtat. L'any 2007 tenia 649 habitants.

## Demografia

### Població
El 2007 la població de fet de Lavancia-Épercy era de 649 persones. Hi havia 243 famílies de les quals 40 eren unipersonals (24 homes vivint sols i 16 dones vivint soles), 68 parelles sense fills, 119 parelles amb fills i 16 famílies monoparentals amb fills.
La població ha evolucionat segons el següent gràfic:
Habitants censats

### Habitatges
El 2007 hi havia 268 habitatges, 240 eren l'habitatge principal de la família, 14 eren segones residències i 14 estaven desocupats. 203 eren cases i 63 eren apartaments. Dels 240 habitatges principals, 184 estaven ocupats pels seus propietaris, 50 estaven llogats i ocupats pels llogaters i 6 estaven cedits a títol gratuït; 8 tenien dues cambres, 30 en tenien tres, 74 en tenien quatre i 128 en tenien cinc o més. 218 habitatges disposaven pel capbaix d'una plaça de pàrquing. A 72 habitatges hi havia un automòbil i a 160 n'hi havia dos o més.

### Piràmide de població
La piràmide de població per edats i sexe el 2009 era:
| Homes | Edats   | Dones |
| ----- | ------- | ----- |
| 0     | 95 o +  | 0     |
| 0     | 90 a 94 | 0     |
| 0     | 85 a 89 | 8     |
| 0     | 80 a 84 | 0     |
| 4     | 75 a 79 | 12    |
| 12    | 70 a 74 | 0     |
| 8     | 65 a 69 | 24    |
| 4     | 60 a 64 | 4     |
| 16    | 55 a 59 | 12    |
| 20    | 50 a 54 | 16    |
| 40    | 45 a 49 | 24    |
| 8     | 40 a 44 | 32    |
| 32    | 35 a 39 | 12    |
| 16    | 30 a 34 | 36    |
| 20    | 25 a 29 | 16    |
| 24    | 20 a 24 | 16    |
| 36    | 15 a 19 | 16    |
| 36    | 10 a 14 | 32    |
| 28    | 5 a 9   | 12    |
| 8     | 0 a 4   | 16    |

## Economia
El 2007 la població en edat de treballar era de 435 persones, 341 eren actives i 94 eren inactives. De les 341 persones actives 320 estaven ocupades (181 homes i 139 dones) i 21 estaven aturades (4 homes i 17 dones). De les 94 persones inactives 34 estaven jubilades, 27 estaven estudiant i 33 estaven classificades com a «altres inactius».

### Ingressos
El 2009 a Lavancia-Épercy hi havia 240 unitats fiscals que integraven 687,5 persones, la mediana anual d'ingressos fiscals per persona era de 19.804 €.

### Activitats econòmiques
Dels 32 establiments que hi havia el 2007, 3 eren d'empreses extractives, 9 d'empreses de fabricació d'altres productes industrials, 6 d'empreses de construcció, 6 d'empreses de comerç i reparació d'automòbils, 1 d'una empresa de transport, 2 d'empreses d'hostatgeria i restauració, 2 d'empreses financeres i 3 d'empreses de serveis.
Dels 9 establiments de servei als particulars que hi havia el 2009, 2 eren tallers de reparació d'automòbils i de material agrícola, 2 paletes, 1 fusteria, 1 lampisteria, 1 electricista i 2 restaurants.
Dels 2 establiments comercials que hi havia el 2009, 1 era un hipermercat i 1 una botiga de material de revestiment de parets i terra.

## Equipaments sanitaris i escolars
El 2009 hi havia una escola elemental.

## Poblacions més properes
El següent diagrama mostra les poblacions més properes.